# Derwendschi

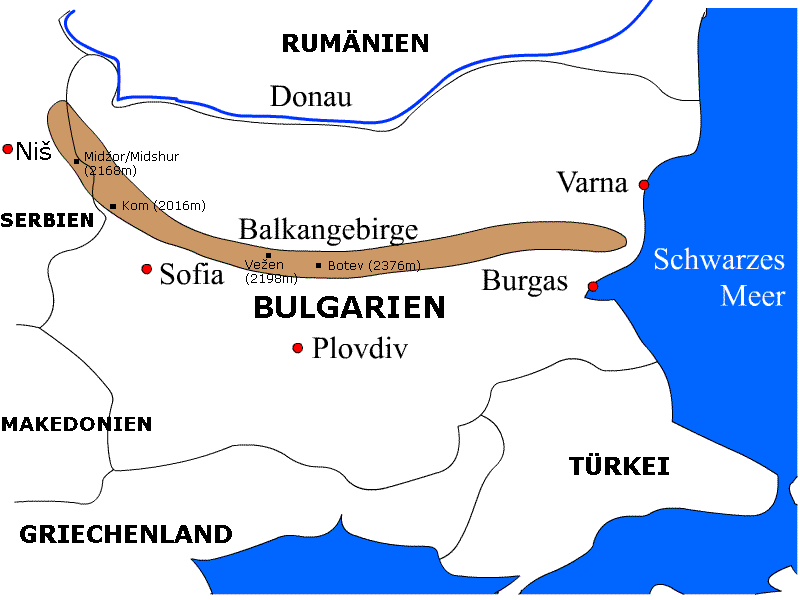
Balkangebirge in Bulgarien und Serbien

Derwendschi (türkisch derbentçi von persisch دربند, DMG darband, ‚Engpass‘) waren im Osmanischen Reich Wachtruppen, die aus eroberten Völkern rekrutiert wurden und wichtige Bergpässe und Bergschluchten (z. B. des Balkangebirges) bewachten.
Ganze Dörfer – genauer die männliche Bevölkerung – waren dem Osmanischen Reich gegenüber verpflichtet, Hilfstruppen zu stellen. Diese Truppen aus den eroberten Völkern mussten für die Osmanen Wege und Gebirgspässe in der Nähe bewachen, z. T. auch Brücken instand halten und Reisende, Händler und osmanische Truppen über gefährliche Wegabschnitte eskortieren. Dafür waren sie von einigen Steuern befreit (Blutzoll, Zehnt) und hatten das Recht, Waffen zu tragen, mussten sich ihren Derwendschi-Status jedoch vom Sultan kaufen. In der europäischen Türkei waren die Derwendschi meistens alteingesessene Christen, deren Völker die jeweilige Gegend schon vor der osmanischen Eroberung bewohnt hatten. Gemäß Sultanerlass (Ferman) hatte kein Muslim das Recht in einem solchen, von Ungläubigen bewohnten, Dorf zu übernachten.

## Bulgarien
Die osmanischen Herrscher machten im damals zum Osmanischen Reich gehörenden Bulgarien (bis 1878) ganze Städte (z. B. Gabrowo – belegt für die Periode von 1515 bis 1544) und ganze Dörfer zu Derwendschi-Dörfern (z. B. Prawez, Trjawna, Sliwen). Diese Dörfer lagen an den Wegen, die das Balkangebirge von Nord nach Süd überquerten. Das Balkangebirge erstreckt sich über 600 km von Ost nach West und lag wie ein Riegel zwischen dem osmanischen Kerngebieten und osmanisch eroberten Gebieten in Nordbulgarien. Um kleinere Gebirge in Südbulgarien (Rila, Pirin, Witoscha) führen die Wege herum, während das Balkangebirge nicht umgangen werden konnte.
Die Bewohner von Prawez (damals ein Derwendschi-Dorf) waren beispielsweise dafür zuständig mit einer Gruppe den Eingang der Gebirgsschlucht bei Prawez zu bewachen und mit einer zweiten Gruppe den Ausgang der Schlucht. Dazu wurde auf einem nahegelegenen Gipfel am Eingang der Schlucht Tag und Nacht eine Wache aufgestellt, um den Verkehr in der Gebirgsschlucht zu beobachten. Zu diesem Zweck wurde eine Hütte auf dem Gipfel errichtet und mit Trommelzeichen wurde den Reisenden signalisiert, dass man sie gesehen hat und der Weg durch die Gebirgsschlucht sicher war. Zusätzlich musste die Bevölkerung des Dorfes den Reisenden bei der Überwindung der schwierigen Wegabschnitte behilflich sein, indem sie Zugtiere aus dem Dorf mit einspannten oder selber mit Hand anlegten.
Die Gefahren gingen hauptsächlich von Räuberbanden und Heiducken (Kämpfer gegen die Osmanen) aus, weniger von einmarschierenden Truppen feindlicher Mächte. Bei Bedarf nahmen die von den Wachen alarmierten Bewohner des Derwendschi-Dorfes (sie hatten das Recht Waffen zu tragen) auch den Kampf mit den Räuberbanden auf.
Als Gegenleistung für diese Wachdienste waren diese einheimischen Hilfstruppen (praktisch das gesamte Dorf) von einigen Steuern befreit. Sie blieben allerdings in das Tımar-Abgabesystem integriert. Die von der osmanischen Obrigkeit garantierte Steuererleichterung und die innere Autonomie des Hilfstruppen-Dorfes, sowie ihr Recht, Waffen zu tragen, begünstigte das Wachstum und den Wohlstand dieser Orte.
Auch die Bewohner von Trjawna und Kotel bewachten während der Zeit der osmanischen Herrschaft die Gebirgspässe und sicherten sich so einige Vorrechte, weshalb die Siedlung eine rein bulgarische Bevölkerung hatte.

## Andere Hilfstruppen
Neben den Derwendschis gab es noch andere „Hilfstruppen“ unter den nichttürkischen Völkern im Osmanischen Reich:
- Dogandschi (bulg. доганджии) – Dogandschi bildeten die Jagdfalken für die Falkenjagd aus. Ein Jagdfalke kostet heute bis 300.000 USD und war auch damals sehr wertvoll.
- Dschelebkeschani (bulg. джелебкешани) – Schäfer
- Manadschi (bulg. маданджии) – Bergarbeiter
- Tarpandschi (bulg. търпанджии) – „Mäher“ (mähen das Gras für die osmanischen Truppen)
- Wojnuzi (bulg. войнуци)
- Martolosi (bulg. мартолозите) – Wojnuzi und Martolosi kümmerten sich um die Armee des Sultans während der Feldzüge. Sie hatten Schutzfunktionen für den Tross und kümmerten sich um die Versorgung der Armee mit Nahrungsmitteln.

Aus der Sicht der bulgarischen Geschichtsschreibung, die im deutschsprachigen Raum umstrittenen ist und als einseitig betrachtet wird, trugen diese privilegierten Hilfstruppen und Bevölkerungsteile mehr oder weniger stark zur Islamisierung der bulgarischen Bevölkerung während der 500-jährigen osmanischen Herrschaft über Bulgarien bei.

## Sonstiges
- Derwendschi-Dörfer:
  - Dorf Lazaropole (makedonisch: Лазарополе) (im Bistragebirge) – Republik Mazedonien
  - Arbanasi (bulgarisch: Арбанаси) – konnte im 17. Jh. 800 gut bewaffnete Männer stellen

- andere Übersetzungen:
  - bulgarisch – проходопазачи – Wächter der Übergänge; Wächter der Gebirgspässe, Passwächter
  - russisch – дорожние стражи – Straßenwächter;